# Historische Bürgerwehr und Trachtengruppe Villingen

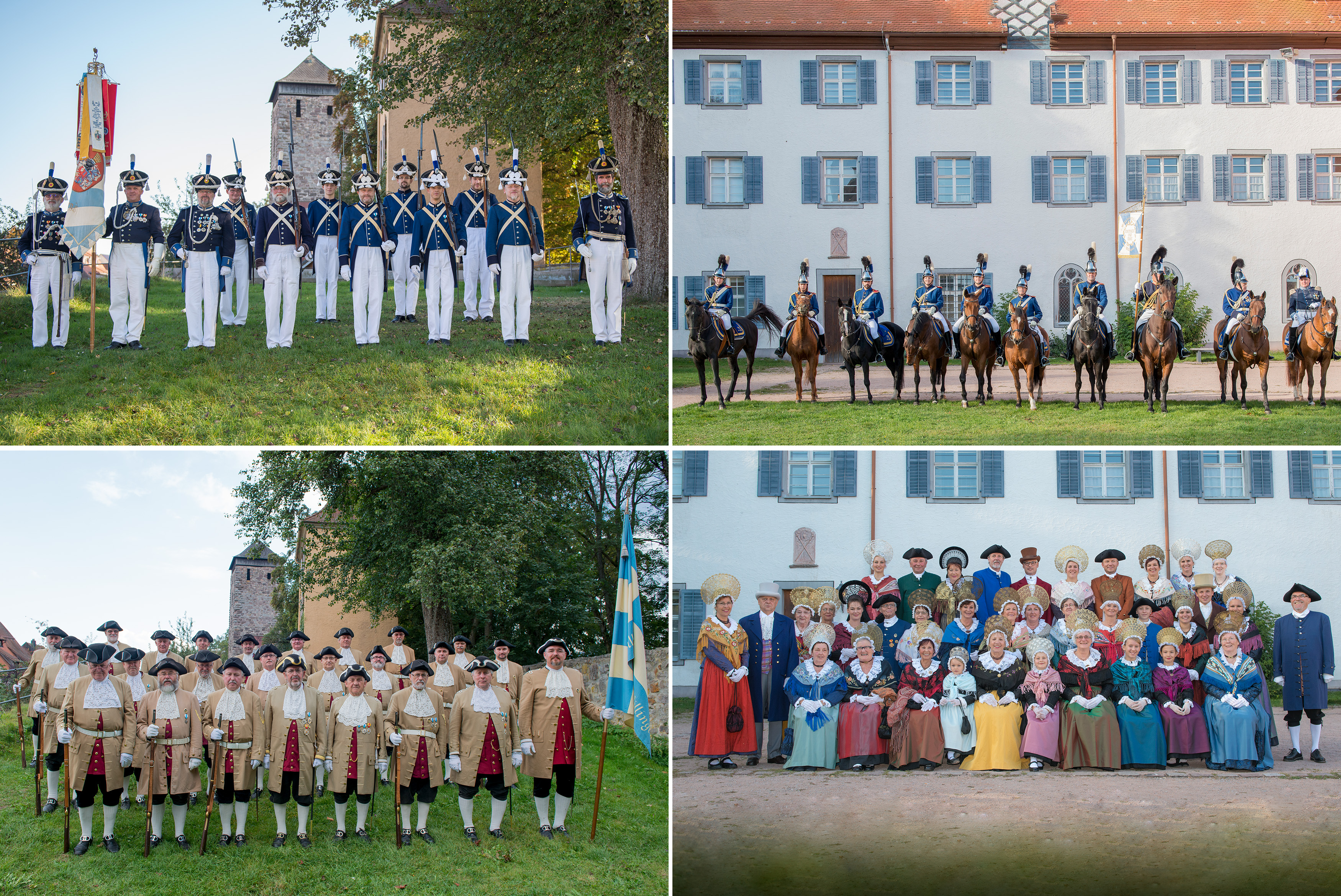
Abteilungen der Historischen Bürgerwehr und Trachtengruppe Villingen

Die Historische Bürgerwehr und Trachtengruppe Villingen ist eine bis in das Jahr 1294 zurückreichende Bürgerwehr, heute in der Rechtsform eines eingetragenen Vereines in Villingen-Schwenningen. Mit ihren vier Abteilungen und etwa 120 aktiven Mitgliedern zählt die Villinger Wehr zu den größten Bürgerwehren im Landesverband der Bürgerwehren und Milizen Baden-Südhessen. Sie repräsentiert ihre Stadt im In- und Ausland sowie bei kirchlichen und weltlichen Festen.

## Geschichte
Im Mittelalter hatten die Bürger der Stadt Villingen die Aufgabe, im Falle von feindlichen Angriffen ihre Stadt zu verteidigen und notfalls auch die Angreifer zu verfolgen. Dazu baute man zu Beginn des 13. Jahrhunderts eine umfangreiche Wehranlage um die neu gegründete Stadt. Wesentliche Teile wie Tortürme, Wehr- und Wachtürme sowie die innere Stadtmauer sind teilweise bis zum heutigen Tag erhalten. Bei den Bürgern galt die allgemeine Wehrpflicht, die von den Handwerkszünften getragen wurde. Jeder Zunft war ein Teilabschnitt der Ringmauer zur Verteidigung zugewiesen.

### Auszugsordnung

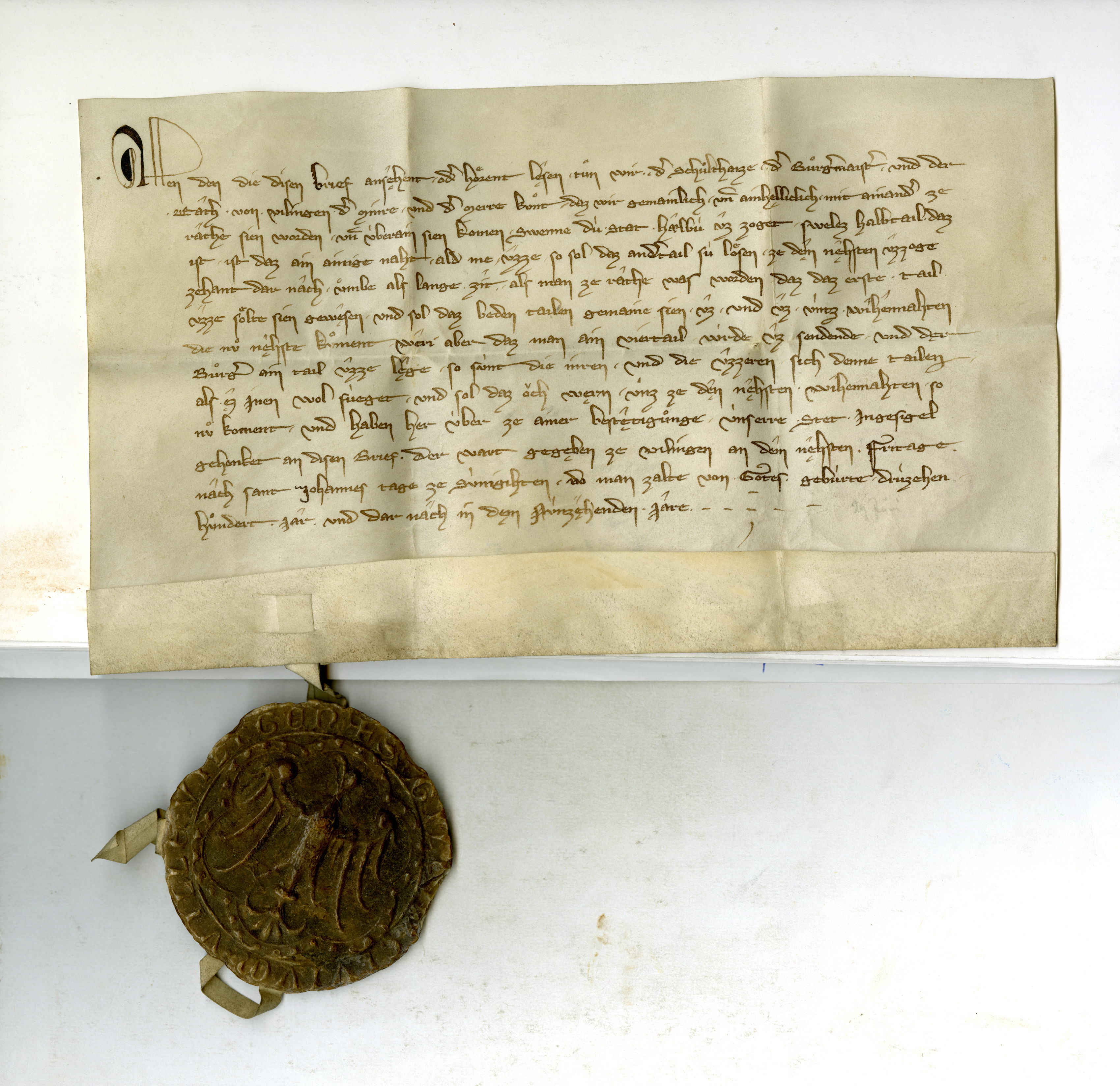
Auszugsordnung der Stadt Villingen vom 29. Juni 1319, in der die Ablösepflicht der zurückbleibenden Bürger geregelt wurde. Angefügt ist ein prächtiges Stadtsiegel von 1284.

Eine Auszugsordnung, in der alles Wesentliche im Angriff- und Verteidigungsfalle geregelt wurde, wurde vom Rat der Stadt bereits 1294 erlassen. In den folgenden Jahrhunderten wurde sie jeweils den veränderten Verhältnissen angepasst. Zur Zeit der ersten Auszugsordnung gehörte die Stadt zum Gebiet des Hauses Fürstenberg. Aus dieser Zeit stammt auch ein prächtiges Siegel der Stadt mit dem Zähringer Adler und dem urach-fürstenbergischen Wolkenrand in Form eines Sechspasses. Eine Umschrift in lateinischer Sprache lautet übersetzt: „Siegel der Bürger der Stadt Villingen.“

### Feindliche Angriffe

Villinger Wappen von 1530

Mehrfach wurde die Stadt auch im Dreißigjährigen Krieg 1633/1634 von den Württembergern und den Schweden erfolglos belagert. Eine weitere Bewährungsprobe für das Villinger Bürgermilitär war die übermächtige Belagerung der Franzosen unter dem Kommando des Marschall Tallard während des Spanischen Erbfolgekrieges im Jahre 1704. Nur mit Mühe konnte die Stadt verteidigt werden und durch eine glückliche Fügung mussten die Angreifer ihre Belagerung abbrechen. Jahrhunderte mussten sich diese Bürger gegen feindliche Angriffe wehren, dies gelang auch mit Hilfe der Kaiserlichen Truppen des Habsburgerreiches, zu dessen Reichsgebiet die Stadt Villingen seit 1326 gehörte.
So wehrte man sich erfolgreich 1525 während des Bauernkrieges gegen die aufständischen und demonstrierenden Bauern der Umgebung, welche die Stadt einnehmen wollten. Das Haus Österreich-Habsburg verlieh der Stadt für ihre Treue zum Kaiserreich 1530 durch König Ferdinand ein „neues verbessertes Wappen“.

### Entwaffnung und Abbruch der Wehranlagen
Aber bereits 40 Jahre später (1744) im Österreichischen Erbfolgekrieg hatte man keine Unterstützung mehr durch die Habsburgische Regierung und man musste den Franzosen ohne Widerstand die Tore der veralteten Wehranlagen öffnen. Der gesamte Geschützpark und die Munition wurde weggeführt und die Festung der Stadt hatte ihren militärischen Wert verloren. Man begann mit dem Abbruch der Wehranlagen, dies wurde bis 1865 fortgeführt.

### Villingen wird badisch
In Folge der Napoleonischen Kriege zu Beginn des 19. Jahrhunderts wurde Villingen durch den Frieden von Pressburg kurzzeitig dem Königreich Württemberg zugesprochen, 1806 erfolgte jedoch durch den Rheinbundvertrag die Eingliederung der Stadt zum Großherzogtum Baden.

### Zusammenschluss zur Doppelstadt
Nach dem Zusammenschluss der Länder Baden und Württemberg 1952 zum Bundesland Baden-Württemberg erfolgte 1972 die Vereinigung der ehemaligen badischen Stadt Villingen mit der ehemaligen württembergischen Stadt Schwenningen zur Stadt Villingen-Schwenningen.

## Vereinszweck und Entstehung
Die Historische Bürgerwehr und Trachtengruppe Villingen e.V. ist Mitglied im Bund „Heimat und Volksleben“ e.V. und im Landesverband Badisch-Südhessischer Bürgerwehren. Vereinsziel ist es, ein Stück alten Brauchtums zu erhalten, das in seiner beeindruckenden Farbenpracht und Originalität in der heutigen Zeit durchaus Seltenheitswert besitzt.
Als Villingen 1806 zum Großherzogtum Baden kam, wurde 1810 die Villinger Bürgerwehr als Ordnungs- und Repräsentationsgruppe gegründet. Nachdem es im 19. Jahrhundert Disharmonien und Auflösungen gab, erhielt die Bürgerwehrmusik 1925 unter Albert Fischer, dem späteren Zunftmeister der Historischen Narrozunft Villingen, neue Uniformen gestellt. Bereits 1926 wurde dann die Trachtengruppe gegründet.
Die Bürgermiliz wurde 1928 durch Kommandant Albert Fischer wiedergegründet und anlässlich des Bürgerwehr- und Miliztreffens 1933 auch die Bürgerkavallerie. Am 8. Dezember 1951 wurde durch Franz Kornwachs (Zunftmeister der Hist. Narrozunft Villingen von 1949–1972) die seit rund hundert Jahren nicht mehr existierende Bürgerinfanterie wiedergegründet.
Ursprünglich eine Abteilung innerhalb der Historischen Narrozunft Villingen, ist sie seit Ende der 1980er Jahre als selbständiger Verein tätig.
Die Stadt- und Bürgerwehrmusik Villingen, 1810 als Musik dem neu gegründeten Bürgermilitär zugeordnet, ist heute eine eigenständige Einrichtung der Stadt Villingen-Schwenningen.

## Der Verein heute
Heute ist die Historische Bürgerwehr und Trachtengruppe Villingen ein eingetragener Verein mit ca. 260 Mitgliedern, von denen sich etwa 120 Aktive in den vier Abteilungen und der Tanzgruppe engagieren. Neben den traditionellen Terminen wie Fasnet, Fronleichnam oder Käsvesper findet alljährlich auch das Sommerfest auf dem Walkebuck statt und die einzelnen Abteilungen nehmen an Veranstaltungen im ganzen Land und darüber hinaus teil.
Die geschäftsführende Vorstandschaft besteht aus dem Vorsitzenden und dessen Stellvertreter, dem Kassier und dem Schriftführer sowie deren Stellvertretern. In der erweiterten Vorstandschaft haben die Hauptleute der Abteilungen und der Kommandant Sitz und Stimme.

### Abteilungen
Der Verein besteht aus vier Abteilungen: Kavallerie, Infanterie, Bürgermiliz und Trachtengruppe. Jede Abteilung hat einen gewählten Hauptmann (militärische Abteilungen) bzw. eine Vertreterin / einen Vertreter (Trachtengruppe) sowie deren Stellvertreter (Leutnant bei den militärischen Abteilungen).
Außerdem hat die Hist. Bürgerwehr und Trachtengruppe Villingen eine Tanzgruppe, die 2001 wieder ins Leben gerufen wurde. Es finden Auftritte bei verschiedenen Veranstaltungen (wie Jubiläen befreundeter Vereine, Veranstaltungen der Stadt Villingen-Schwenningen etc.) statt.

## Chronologie
- 1294: Schon um 1294 ist die Auszugsordnung belegt, deren 700-jähriges Jubiläum am 17. und 18. September 1994 begangen wurde.
- 1810: Für Repräsentations- und Ordnungszwecke wurde ein freiwilliges  Bürgermilitärcorps mit einem Grenadier-, Füsilier- und Kavalleriecorps  sowie einem Musikcorps gegründet.
- 1925: Die 1889 gegründete Villinger Stadtmusik wird mit historischen Bürgermilitäruniformen eingekleidet.
- 1926: In Villingen wird ein Volkstrachtenverein gegründet.
- 1928: Gründung der Bürgermiliz.
- 1930: Gründung der Bürgerkavallerie.
- 1951: Die Infanterie-Abteilung der Bürgerwehr wird nach historischem Vorbild neu gegründet.

## Großer Zapfenstreich

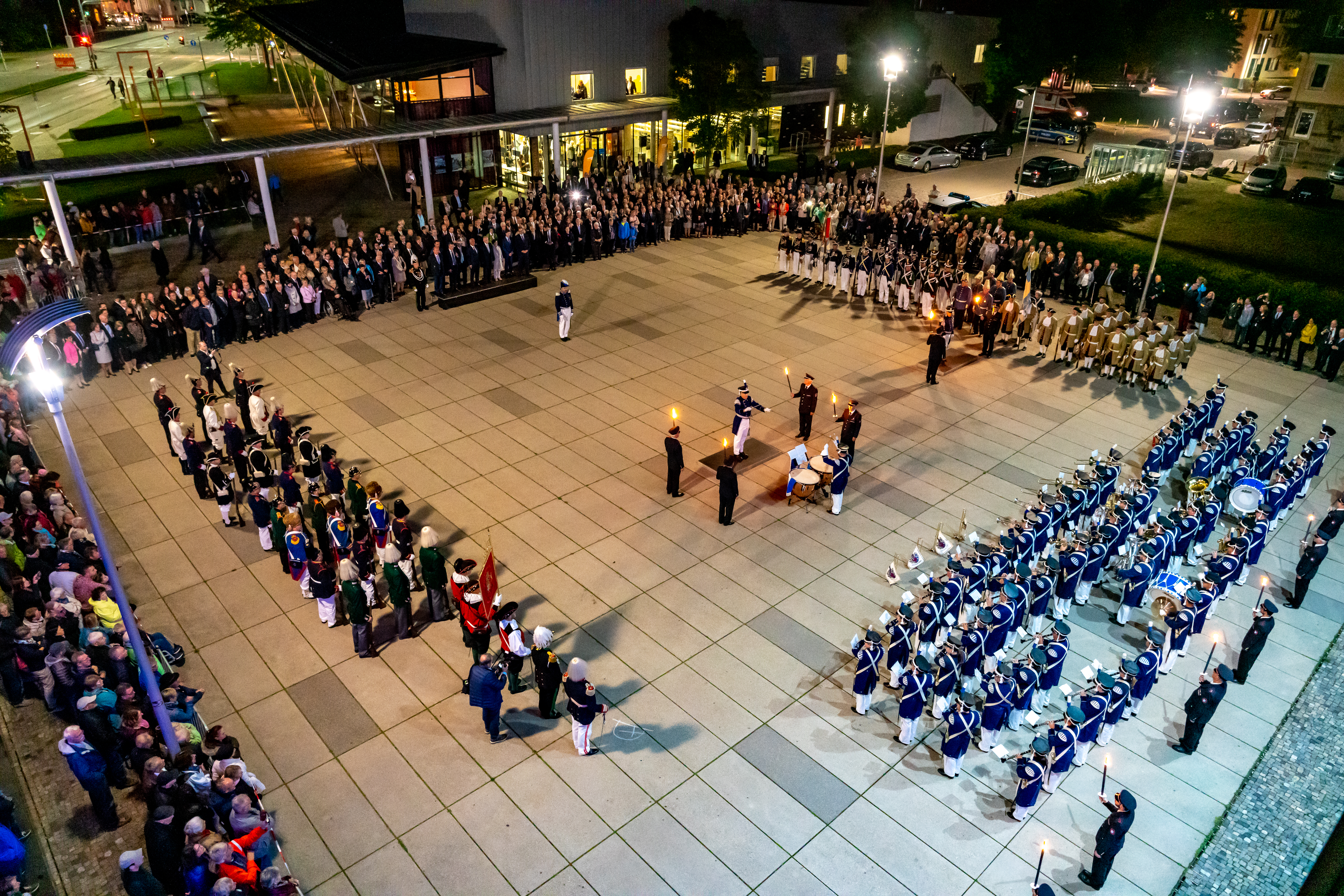
Großer Zapfenstreich vor der Neuen Tonhalle in Villingen-Schwenningen anläßlich des 80. Geburtstages von Ministerpräsident a. D. Erwin Teufel am 7. September 2019

Die Bürgerwehr Villingen führt bei etlichen Gelegenheiten, z. B. Jubiläen, Geburtstagen oder Landestreffen, zusammen mit der Stadt- und Bürgerwehrmusik Villingen den Großen Zapfenstreich auf. So wurde anlässlich des 200-jährigen Gedenkens an die Völkerschlacht in Leipzig 2013 ein Zapfenstreich auf dem Marktplatz in Leipzig veranstaltet. 2017 wurde in Rueil-Malmaison bei Paris anlässlich des dritten Kaiserjubiläums zu Ehren der Kaiserzeit Napoleons und seiner Ehefrau, der Kaiserin Joséphine, vor dem Château de Malmaison ein Aufmarsch mit Zapfenstreich durchgeführt.